# Marco Licinio Craso (cuestor 54 a. C.)
Marco Licinio Craso (en latín, Marcus Licinius Crassus), hijo de Marco Licinio Craso, más conocido como Craso el Triunviro. 

## Carrera política
Ocupó el lugar de su hermano Publio como cuestor de Julio César en la Galia, y al estallar la guerra civil en 49 a. C. fue prefecto en la Galia Cisalpina. Combatió contra los belgas en la guerra de las Galias, al mando de tres legiones. Pertenecía a la familia patricia Licinia. Se cree que su esposa se llamaba Cecilia o Metela, ya que aparece en una inscripción como esposa de M. Craso, que no puede ser el triunviro.